# Phantasy Star II
Phantasy Star II, известная в Японии как Phantasy Star II: Kaerazaru Toki no Owari ni (яп. ファンタシースターII 還らざる時の終わりに «Таинственная Звезда II: В конце потерянной эпохи») — японская ролевая игра, выпущенная подразделением Sega AM7 компании SEGA для игровой приставки Sega Mega Drive в Японии 21 марта 1989 года. В следующем году была локализована в Европе и Америке. Это вторая игра из серии Phantasy Star, которая служит продолжением первой игры с приставки Sega Master System.
С 2010 года игра доступна в составе сборника SEGA Mega Drive and Genesis Classics для платформ Linux, macOS, Windows, с 2018 — PlayStation 4, Xbox One и Nintendo Switch.
События происходят спустя тысячу лет после событий первой части. Главным героем становится специальный государственный агент по имени Юсис. Его миссией является расследование ситуации, в которой центральный суперкомпьютер, управляющий жизнеобеспечением на планете Мотавия, «Материнский Мозг» (англ. Mother Brain) начал неисправно функционировать по неизвестной причине, в результате чего населению планеты стала грозить опасность.
Phantasy Star II — первая 16-битная ролевая игра, выпущенная на западном рынке. Она вышла на несколько месяцев раньше оригинальных 8-битных игр серии Final Fantasy на NES и использовала шестимегабитный картридж. По этой причине Phastasy Star II значительно объёмнее, чем другие подобные игры, выходившие до неё, что сделало её новым эталоном жанра. Многие элементы (такие, как научно-фантастический сеттинг, случайные бои и высокий уровень сложности) были переняты из первой части игры, однако появились такие нововведения, как переменчивая окружающая среда, разные графические улучшения и сюжет, ведомый биографией и историей персонажей.
С момента запуска Phantasy Star стала предметом всеобщего признания критиков, поклонников и энтузиастов ролевых игр. Она рассматривается как игра, опередившая время во многом благодаря насыщенному сюжету и серьёзным отношением к тем вопросам, над которыми разработчики других игровых серий задумаются лишь через несколько лет. Серия игр считается одной из величайших и влиятельных серий ролевых игр всех времён.

## Игровой процесс
Геймплей второй части схож с первой игрой серии. Пошаговая система боя позволяет игроку управлять действиями команды в составе до четырёх человек. Каждый из восьми персонажей обладает своими предпочтениями относительно оружия и экипировки, а также способен развивать свойственные для своей профессии техники (местный научно-фантастический аналог магии в традиционном фэнтези). С их помощью игрок должен побеждать врагов на мировой карте и в подземельях для продвижения по сюжету.
В этой части игры отказались от вида от первого лица, который использовался в первой части как во время перемещения по подземелью, так и во время сражений. Вместо этого использована проекция «сверху-сбоку» для разведки и вид от третьего лица в сражениях.

## Персонажи
В общей сложности в игре присутствуют восемь игровых персонажей, каждый со своим характером, оружием и способностями. Всем героям, за исключением Нэи, можно менять имена. Имя протагониста вводится перед началом повествования; в случае ввода пустой строки используется имя по умолчанию (Юсис). Другие персонажи во время знакомства с главным героем спрашивают, подходят ли им их настоящие имена. Если выбрать отрицательный ответ, игрок получает возможность назвать героев по-своему, иначе имена персонажей задаёт система. После присоединения нового героя к команде изменить имя персонажа уже нельзя.
Личная история персонажей-спутников на ход событий в сюжете практически не влияет (все персонажи, кроме Юсиса и Нэй, побочны и взаимозаменяемы в любой момент игры, поэтому никакой нагрузки на сюжет не несут), однако предыстория и собственные мотивы каждого из восьми героев позднее объясняются в серии текстовых ролевых игр Phantasy Star II Text Adventures, вышедших в качестве сюжетного дополнения к игре.

## Сюжет
Где-то глубоко в галактике Андромеды есть солнечная система Алголь (яп. アルゴル太陽系 Аругору тайё:кэй). Основная звезда системы имеет три планеты. Первая планета — Парма (яп. パルマ Парума), дом правительства. Управляющие, казначеи, и великие мыслители живут в больших башнях из слоновой кости, вдали от шума и суеты повседневной жизни. Вторая — Мотавия (яп. モタビア Мотабиа) — сияющая жемчужина. Из сухой жёлтой пустынной планеты, заражённой муравьиными львами, с помощью Климатрола (комплекс по регулированию климата на планете) Мотавия была преобразована в сине-зелёный тропический рай. Покрытые куполом (для создания эффекта парника) хозяйства выращивают сельскохозяйственные культуры, вода берётся из запруженных рек. Жизнь на Мотавии великолепная, мягкая и лёгкая. У людей есть всё, что они хотят, и им не обязательно работать. Третья — Дезолис (яп. デゾリス Дэзорису) — ледяная планета. Мало что известно об этой загадочной и тёмной планете, разве что издалека видно, что на её поверхности располагается огромный чёрный кратер, судя по всему, оставленный гигантским метеоритом.
Тысяча лет прошла с тех пор, как Алиса и её друзья освободили Алголь от злого демона Лассика. С тех пор все три планеты живут в утопичном мире, в котором все политические действия выполняет «Материнский Мозг» — суперкомпьютер, находящийся где-то за пределами солнечной системы Алголь. Он контролирует климатические башни, биосистемные лаборатории и другие вещи, обеспечивающие всё, что нужно жителям Мотавии для беззаботной жизни. Но нигде нет упоминания о его точном местоположении или информации о его создателях, люди просто принимают тот факт что этот компьютер правит ими.
Игра начинается с короткого монолога, в котором Юсис рассказывает о странном повторяющемся кошмаре, мучающем его с давних пор. Во сне молодая девушка (похожая на Алису из первой части игры) сражается с демоном, но Юсис не знает, кто она. Во сне Юсис находится поблизости, однако не может ничем ей помочь — его тело и даже его язык не подчиняются ему: всё, что он может делать — молча наблюдать, как демон атакует девушку снова и снова. И каждый раз в момент, когда девушке угрожает смертельная опасность, Юсис просыпается. Из своего дома, находящегося в столице Мотавии, Пасео, Юсис прибывает в центральную башню, чтобы встретиться с главой правительства Мотавии (командиром) и получить от него новое, особо важное задание.
В биосистемной лаборатории произошла авария, из-за которой она начала производить жутких биомонстров. Цель задания состоит в том, чтобы забрать рекордер, который прольёт свет на причины аварии. Придя домой Юсис начинает собирать вещи для путешествия, так как биосистемная лаборатория находится не близко, а станции телепортации по какой-то неизвестной причине вышли из строя. Его приёмная «сестра» Ней говорит что не отпустит его одного и убеждает Юсиса взять её с собой.
Достав рекордер и тщательно проанализировав его в центральной башне, герои выясняют, что авария была подстроена. Сигналы на изменение поступали из климат-контроля Мотавии. Во время похода в климат-контроль команда также обнаруживает антагониста — Нэй Первую (англ. Nei First), получеловека-полубиомонстра, которая является старшей «сестрой» Нэй и её неотъемлемой частью для поддержания жизни обеих. От неё герои узнают, что Нэй, так же, как и её сестра — результат эксперимента по скрещиванию генов человека и биомонстра ради получения новой расы ньюманов. Являясь частично биомонстром (биологически изменённым животным), она была изгоем общества, что заставляло её ненавидеть человечество и таким образом саботировать климат-контроль Мотавии и биосистемную лабораторию, вызывая засуху и размножение биомонстров по территории всей планеты. Нэй, не разделив взглядов сестры, выходит на смертельную дуэль, в результате которой Нэй умирает. Умирая, Ней просит Юсиса не повторять её ошибок и сделать все возможное чтобы подобные ситуации больше никогда не происходили. После этого Юсис и другие члены команды побеждают Нэй Первую, однако это становится причиной новой катастрофы — разрушение Климатрола — модуля, управляющего оборотом воды на планете. Примечательно, что Нэй имеет возможность и выиграть бой с сестрой, но после этого всё равно умирает, однако с другим диапогом.
По возвращении героев в штаб глава правительства сообщает Юсису, что Материнский Мозг объявил его и его друзей преступниками. Из-за разрушений вода выходит из-под контроля. Центральное озеро оказывается затоплено, и Юсис с друзьями становятся единственными, кто может предотвратить массивное наводнение на Мотавии. Они открывают четыре плотины, но после открытия последней попадают в плен и приговариваются к смерти на спутнике Гайра (англ. Gaira).
Смирившись с судьбой и приготовившись к суровой участи, герои замечают что происходит какая-то авария. Спутник по непонятной причине начинает давать сбой и падать. Однако группу спасает Тайлер (яп. タイラー Тайра:) — космический пират. Он рассказывает что на самом деле предназначение Гайры, ставшее смертельным приговором для героев — это столкновение с Пармой и как следствие — её разрушение. Материнский Мозг давно вышел из под контроля и пытается уничтожить человечество, попыток было уже много, в том числе «рождение» первого антагониста злой сестры Ней — дело рук именно Материнского Мозга. Он просит Юсиса отправиться на планету Дезолис и найти там человека по имени Лутц (яп. ルツ Руцу) (персонажа из первой игры), потому что только он знает как можно победить Материнский Мозг.
Глава правительства Мотавии даёт в распоряжение Юсиса космический корабль в благодарность за спасение от наводнения. Он даёт Юсису его последнее задание — уничтожить Материнский Мозг. После этого, Юсис отправляется на заброшенную планету Дезолис.
На брошенной планете Юсис, исследуя обрывки газет и дневники шахтёров, выясняет, что когда-то её пытались колонизировать, но попытки провалились из-за слишком неблагоприятных условий. Кроме того, все полёты в космос были запрещены из-за аварии, в которой погибли родители Юсиса. В городах Дезолиса нет ни одного сервера, который бы мог связывать его с Материнским Мозгом — потому что жители Дезолиса уничтожили все его проявления. Найдя Усадьбу Эсперов, Юсис пробуждает Лутца от анабиоза. После долгого сна Лутц сообщает героям, что народ Алголя передал заботу о себе полностью в руки Материнского Мозга, таким образом судьба системы зависит только от работы этого компьютера. Для спасения Алголя герои должны завладеть разбросанными по всему Дезолису артефактами, названные в честь Нэй, и победить Тёмную Силу, взявшую под свой контроль Материнский Мозг.
Собрав все артефакты, Лутц вручает последний артефакт — клинок Ней, а затем телепортирует Юсиса и команду на космическую станцию, на которой находится Материнский Мозг. Победив Тёмную Силу, а затем и сам Материнский Мозг, Юсис начинает свой монолог, в котором он рассуждает о том, что цивилизация теперь будет отброшена в развитии на множество веков назад. Это плата за свободу и независимость от Материнского Мозга.
Собираясь покинуть станцию, Лутц замечает, что за Материнским Мозгом есть ещё одна потайная комната и просит осмотреть её. Внутри обнаруживается колоссальная комната с огромным количеством странных людей. Их лидер начинает рассказывать Юсису о том, что все эти люди когда-то жили на далёкой планете Земля, находящейся в Солнечной системе. Но из-за экологической катастрофы они были вынуждены искать новый дом, которым оказалась система Алгол. Они построили Материнский Мозг, чтобы тот смог сделать коренных жителей слабыми и беззащитными перед угрозой колонизации землян. Суперкомпьютер был всего-лишь инструментом в руках алчных землян. Поняв это, Юсис решает, что больше нет пути назад и решает бросить землянам вызов. Старик лишь усмехается и разводит руками, он уверен в своей победе. Лутц телепортирует оставшихся членов команды на помощь Юсису, и все они начинают свой последний бой.
Игра заканчивается кадром с планетой, на которой начинается рассвет. Исход неравного боя между Юсисом и потомками землян остаётся неизвестен.

## Отличия английской версии
Из-за ограничений длины оригинальных текстовых полей с учётом технологий того времени, многие названия астрономических объектов, населённых пунктов, имён персонажей, названий техник и предметов претерпели серьёзные изменения во время перевода с японского языка на английский. Так как в японском языке для записи слов используется слоговая азбука, большинство слогов которой выражается двумя-тремя английскими символами, все названия были либо обрезаны, либо сокращены, либо вовсе изменены, чтобы уместить их в оригинальное символьное пространство. Например, название планеты Мотавия (яп. モタビア Мотабиа) состоит из четырёх символов, и при записи на английском языке выглядело бы как Motavia. Но поскольку переводчики были ограничены всего четырьмя символами, всё, что они смогли сделать — уместить в четырёхсимвольное пространство лишь слово MOTA и использовать только такое название на протяжении всей игры. При этом на карте системы Алголь, где все слова являются частью одной общей картинки, а не выводимым отдельно текстом, оригинальные названия планет сохранились.
По этой же причине системные сообщения, отображаемые в конце битвы, не могли уместиться в одну строчку, как это было в японском оригинале. Из-за этого переводчики разбили каждое сообщение на два, в результате чего при успешной победе в английской версии игры приходится листать текст шесть раз вместо трёх, что может утомлять игрока при частых битвах.
Отшельник Лутц, который живёт в особняке на Дезолисе и помогает Юсису с друзьями в их миссии, является тем самым эспером Лутцем, сопровождавшим Алису в первой Phantasy Star, но поскольку в английской версии первой части он был назван Ноем, эта связь после локализации была утеряна — догадаться о том, что это один и тот же герой, остаётся возможным только по внешности.
В японской версии Авантино (яп. アバンチーノ Абанти:но) (англ. Ustvestia, Уствестия) — музыкант, который живёт на окраине города и учит персонажей музыкальной технике, проявляет нетрадиционную сексуальную ориентацию. Когда группа просит Авантино обучить музыке какого-либо из мужских персонажей, Авантино замечает, что ученик «выглядит мило» и уделяет ему больше внимания чем женским персонажам, снижая плату за обучение. Этот пункт заменён в американской версии, вместо первоначальной фразы Авантино теперь говорит о том, что ученик «выглядит способным».
В то время как музыка и звуковые эффекты одинаковы в обеих версиях, малые барабаны играют намного громче в оригинальной версии.

## Порты и переиздания
Игра переиздана в качестве порта в двух различных формах на консолях Sega Saturn и Game Boy Advance под названием Phantasy Star Collection. Он также выпущен в сборнике Sega Smash Pack Volume One на Dreamcast. Игра стала доступна через сервис Nintendo Virtual Console. Это также часть Sega Genesis Collection консолей PlayStation 2 и PlayStation Portable. Игра доступна в сборнике Sonic's Ultimate Genesis Collection для Xbox 360 и PlayStation 3. 10 июня 2009 года игра выпущена в сервисе Xbox Live Arcade под баннером Sega Vintage Collection. 26 августа 2010 года вышел порт для iPhone.
Ремейк игры под названием Phantasy Star Generation 2 вышел на PlayStation 2 в 2005 году как часть сборника Sega Ages.
Phantasy Star Generation 2 («Звезда Фантазии: Поколение 2»), также как и Phantasy Star Generation 1, использует отражение событий оригинальной игры с добавлением развития персонажа и более конкретизированной истории. Она отличалась улучшенной графикой, пересмотренной боевой системой и видоизменённым саундтреком. Новые функции позволяют играть в оригинальную игру, изданную на Mega Drive/Genesis, а также загружать файлы из Phantasy Star Generation 2, и дают возможность играть за Нэй на протяжении всей игры, тем самым отрицая её смерть (это один из секретов: работает только в случае успешного прохождения первой части перед второй).
Первоначально был намечен североамериканский и европейский релиз от Conspiracy Entertainment как Phantasy Star Trilogy, состоящий из первой, второй и четвёртой части серии. Будущее компиляции является неопределённым, поскольку Sega забросила планы по разработке ремейка. Об этом свидетельствует тот факт, что игра не значится в списке проектов Conspiracy Entertainment.
Sega of Japan отказалась от планов по созданию ремейка Phantasy Star IV в пользу компиляции из повторов оригинальных четырёх игр.

## Критика
| Сводный рейтинг          | Сводный рейтинг                                                                    |
| Агрегатор                | Оценка                                                                             |
| ------------------------ | ---------------------------------------------------------------------------------- |
| GameRankings             | 85 % (4 reviews)                                                                   |
| Иноязычные издания       |                                                                                    |
| Издание                  | Оценка                                                                             |
| AllGame                  | 4,5 из 5 звёзд · 4,5 из 5 звёзд · 4,5 из 5 звёзд · 4,5 из 5 звёзд · 4,5 из 5 звёзд |
| EGM                      | 8 / 10                                                                             |
| IGN                      | 8,5 / 10 (iPhone)                                                                  |
| Aktueller Software Markt | 56 / 60                                                                            |
| Computer Gaming World    | Enjoyable                                                                          |
| HonestGamers             | 10 / 10                                                                            |
| Joystick                 | 97 %                                                                               |
| Player One               | 95 %                                                                               |
| Raze                     | 90 %                                                                               |
| Zero                     | 89 %                                                                               |

Phantasy Star II была знаковой игрой для своего времени, «игрой с многочисленными нововведениями», по мнению Nintendo Power. Это первая RPG для Mega Drive/Genesis и вышедшая в Северной Америке, ещё раньше чем, оригинальная Final Fantasy — другой ключевой игры, популяризовавшей жанр.
Оригинальная Phantasy Star была большой по объёму игрой для того времени в связи с технологическими достижениями Master System и Mega Drive. Игра использовала более большой по объёму картридж, чем предшественник — размером 6 мегабит, делая её крупнейшей игрой для игровой консоли того времени. Phantasy Star II рассмотрена в 1990 году журналом Dragon в 160 выпуске, критиками Хартли, Патрисией, и Кирком Лессером в колонке «The Role of Computers». Обозреватели дали игре 5 звёзд из 5, охарактеризовав её как «одну из лучших ролевых игр, которая когда либо была выпущена для игровой консоли». Геймдизайнер Рой Р. Адамс (который работал над Wizardry) оставил положительный отзыв в Computer Gaming World, заявив, что «16-битная графика великолепна, но самое интересное заключается в сюжете в стиле научной фантастики». Он пришёл к выводу, что это «сложная и приятная игра, с превосходной системой боёв боевым и анимированной графикой». Журнал Raze дал игре 90 %, заявив, что это «сложная игра, насыщенная геймплеем». HonestGamers, также обозревавший игру, дал ей 10 баллов из 10б хваля апокалиптическое настроение игры и сложность. Леви Бьюкенен из IGN оценил IPhone-версию в 8,5 баллов из 10, назвав её «удивительной игрой» с «реальным смыслом открытия». В конце обзора критик назвал проект «любимым поворотом в истории видеоигр». На GameRankings, она указана в качестве самых рейтинговых игр 1988 года, со средним баллом 85 %. Она также имеет средний балл 9,0 из 10 на GameStats.
Phantasy Star II рассматривается многими как предшественник для некоторых аспектов ролевых видео-игр, таких как эпичность, драма, лихо закрученная история персонажей дело с серьёзными темами и тактическая боевая система, обеспечив интерес к таким играм. Phantasy Star II с чисто фантастической обстановкой была также одним из основных ответвлений в ролевых играх, которые ранее были в значительной степени ограничены фэнтези и научной фантастикой. В центре внимания был научно-фантастический сюжет, представляющий инопланетное вторжение, в противовес нападению протагонистов на главных героев. Сильная характеристика игры, а также использования самопознания, как мотивирующего фактора для персонажей вступать в битву оказали большое влияние на последующие RPG, такие как Final Fantasy. В ней предпринята смелая попытка ввести социальные комментарии.
Phantasy Star II много раз включалась в список «величайших игр всех времён». По версии Electronic Gaming Monthly, она на 97 месте в списке «200 величайших игр своего времени». В августе 2005 года он включён в такой же список по версии GameSpot. Nintendo Power назвал Phantasy Star II (наряду с четвёртой частью) как одну из величайших игр всех времён. В 2011 году GamePro включила игру в свой список «20 определяющих ролевых видеоигр». Журнал Mega разместила игру на 29 место в «Топ игр всех времён на Mega Drive».